# Liam McCullough
Liam McCullough (* 5. Juni 1997 in Columbus, Ohio) ist ein US-amerikanischer American-Football-Spieler auf der Position des Long Snappers. Er spielt bei den Atlanta Falcons in der National Football League (NFL).

## Frühe Jahre
McCullough ging in seiner Geburtsstadt Columbus, Ohio, auf die Highschool. Später besuchte er die Ohio State University. Für sein Studium erhielt er ein volles Stipendium.

## NFL
Nachdem er im NFL-Draft 2020 nicht ausgewählt worden war, schloss er sich den Las Vegas Raiders an. Noch vor Saisonbeginn wurde er am 3. August 2020 wieder entlassen. Sieben Tage später nahmen ihn die Pittsburgh Steelers unter Vertrag. Am 5. September 2020 wurde er im Zuge der Kaderverkleinerung auf 53 Mann kurz vor der Saison entlassen.
Am 6. Januar 2021 unterschrieb er erneut einen Vertrag bei den Las Vegas Raiders. Vor der Saison 2021, am 16. August 2021, wurde er erneut von den Raiders entlassen.
Am 26. April 2022 schloss er sich den Atlanta Falcons für ein Jahr an. Bei den Falcons ist er seit dem ersten Spieltag der Saison 2022 auf der Position des Long Snappers gesetzt. Am 22. Februar 2023 verlängerte er seinen Vertrag bei den Falcons.